# هاري لوي (لاعب كرة قدم)
هاري لوي (بالإنجليزية: Harry Lowe)‏ (24 فبراير 1907 في المملكة المتحدة - 1 أكتوبر 1988 بويلتشاير في المملكة المتحدة) هو مدرب كرة قدم ولاعب كرة قدم بريطاني (وحمل سابقاً جنسية المملكة المتحدة لبريطانيا العظمى وأيرلندا) في مركز مهاجم داخلي. لعب مع كوينز بارك رينجرز ونادي واتفورد وSt Andrews United F.C. ‏.

## وصلات خارجية
- هاري لوي (لاعب كرة قدم) على موقع قاعدة بيانات كرة القدم.إي يو (الإنجليزية)